# Wartburgkreis
Wartburgkreis – powiat w niemieckim kraju związkowym Turyngia. Siedzibą powiatu jest Bad Salzungen. Aktualnie (2016) starostą powiatu jest Reinhard Krebs z CDU.

## Podział administracyjny
W skład powiatu Wartburg wchodzi:
- dziewięć miast (Stadt)
- 15 gmin (Gemeinde)
- jedna wspólnota administracyjna (Verwaltungsgemeinschaft)

Miasta:
| Lp. | Nazwa miasta    | Ludność (31 grudnia 2018) | Powierzchnia km² |
| --- | --------------- | ------------------------- | ---------------- |
| 1   | Amt Creuzburg   | 5.041                     | 76,75            |
| 2   | Bad Liebenstein | 7.786                     | 48,81            |
| 3   | Bad Salzungen   | 23.613                    | 151,89           |
| 4   | Eisenach        | 42.417                    | 103,84           |
| 5   | Geisa           | 4.754                     | 71,94            |
| 6   | Ruhla           | 5.540                     | 38,55            |
| 7   | Treffurt        | 6.084                     | 72,46            |
| 8   | Vacha           | 5.173                     | 44,4             |
| 9   | Werra-Suhl-Tal  | 6.411                     | 77,67            |

Gminy:
| Lp. | Nazwa gminy         | Ludność (31 grudnia 2018) | Powierzchnia km² |
| --- | ------------------- | ------------------------- | ---------------- |
| 1   | Barchfeld-Immelborn | 4.641                     | 23,99            |
| 2   | Buttlar             | 1.278                     | 21,27            |
| 3   | Empfertshausen      | 540                       | 4,90             |
| 4   | Gerstengrund        | 66                        | 4,58             |
| 5   | Gerstungen          | 9.165                     | 149,53           |
| 6   | Hörselberg-Hainich  | 6.140                     | 142,00           |
| 7   | Krayenberggemeinde  | 5.200                     | 31,55            |
| 8   | Leimbach            | 1.680                     | 8,63             |
| 9   | Oechsen             | 600                       | 12,53            |
| 10  | Schleid             | 1.028                     | 30,39            |
| 11  | Seebach             | 1.815                     | 3,62             |
| 12  | Unterbreizbach      | 3.398                     | 30,00            |
| 13  | Weilar              | 838                       | 14,32            |
| 14  | Wiesenthal          | 752                       | 13,63            |
| 15  | Wutha-Farnroda      | 6.382                     | 36,55            |

Wspólnoty administracyjne:
| Lp. | Nazwa wspólnoty administracyjnej | Ludność (31 grudnia 2018) | Powierzchnia km² | Liczba gmin |
| --- | -------------------------------- | ------------------------- | ---------------- | ----------- |
| 1   | Hainich-Werratal                 | 9.226                     | 139,58           | 6           |

## Zmiany administracyjne
- 31 grudnia 2012
  - zlikwidowanie wspólnoty administracyjnej Barchfeld
  - utworzenie gminy Barchfeld-Immelborn
  - przyłączenie gmin Schweina oraz Steinbach do miasta Bad Liebenstein
- 31 grudnia 2013
  - rozwiązanie wspólnoty administracyjnej Creuzburg
  - połączenie gminy Dorndorf z gminą Merkers-Kieselbach w nową gminę Krayenberggemeinde
  - rozwiązanie wspólnoty administracyjnej Oberes Feldatal
  - rozwiązanie wspólnoty administracyjnej Vacha
  - przyłączenie miasta Stadtlengsfeld do wspólnoty administracyjnej Dermbach
- 6 lipca 2018
  - przyłączenie gmin Marksuhl oraz Wolfsburg-Unkeroda do gminy Gerstungen
  - przyłączenie gmin Ettenhausen a.d. Suhl, Frauensee oraz Tiefenort do miasta Bad Salzungen
- 1 stycznia 2019
  - przyłączenie miasta Kaltennordheim do wspólnoty administracyjnej Hohe Rhön w powiecie Schmalkalden-Meiningen
  - przyłączenie gminy Ifta do miasta Treffurt
  - rozwiązanie wspólnoty administracyjnej Berka/Werra
  - rozwiązanie wspólnoty administracyjnej Dermbach
- 31 grudnia 2019
  - połączenie miasta Creuzburg z gminami Ebenshausen oraz Mihla w miasto Amt Creuzburg
- 1 grudnia 2020
  - przyłączenie gminy Moorgrund do miasta Bad Salzungen
- 1 lipca 2021
  - przyłączenie miasta na prawach powiatu Eisenach do powiatu
- 1 stycznia 2024
  - przyłączenie gminy Frankenroda do miasta Amt Creuzburg
  - przyłączenie gminy Hallungen do gminy Südeichsfeld w powiecie Unstrut-Hainich